# Tor Edvin Dahl
Tor Edvin Dahl född 10 september 1943 i Oslo, är en norsk författare, översättare, dramatiker och litteraturkritiker. Han är särskilt känd för sitt omfattande och mångsidiga författarskap som spänner över skönlitteratur, sakprosa och kriminalromaner.

## Biografi

### Privatliv
Dahl är son till Josef Dahl (1914–1995) och Evy Alice Holmen (född 1915). Mellan åren 1965 och 1984 var han gift med Aud Josefsen, och sedan 1986 är han gift med Anne Skjelmerud.
Dahl växte upp i en pinseförsamling, vilket har inspirerat flera av hans tidiga verk. År 1967 tog han lärarutbildning i Sagene och inledde därefter filologistudier vid Universitetet i Oslo, men övergick snart till att arbeta som frilansande författare, kritiker och översättare.

### Karriär
Dahl debuterade som författare 1968 med novellsamlingen En sommer tung av regn, följd av debutromanen Den andre (1972). Genombrottet kom 1973 med romanen Guds tjener, som handlar om en ung pojkes uppväxt i en pinsereligion och nominerades till Nordiska rådets litteraturpris.
Under pseudonymen David Torjussen blev Dahl en av pionjärerna inom norsk kriminalfiktion på 1970-talet. Han belönades med Rivertonpriset för Etterforskning pågår (1973). Andra betydande titlar i genren är Ung pike funnet død (1975) och Morderens ansikt (1981). Han återupptog sina kriminalromaner på 2000-talet med bland annat en serie som skildrar prästen Pernille och Roger, en transvestit. Förutom skönlitteratur har Dahl författat sakprosaverk om samisk kultur, pingströrelsen, serietecknare och telefonens historia i Norge. Han har även skrivit teaterpjäser, radio- och TV-drama samt dramatikerprofessionella hörespel.